# Ганс Шпайдель
Ганс Шпайдель (нім. Hans Speidel; 28 жовтня 1897, Метцинген — 28 листопада 1984, Бад-Гоннеф) —німецький воєначальник, генерал-лейтенант (з 1 січня 1944 року).

## Життєпис
Вступив до лав німецької армії в 1914 році, брав участь у битві на Соммі. До початку французької компанії 1940 року дослужився до звання підполковника та був призначений начальником штабу окупаційних військ у Франції.
У 1942 році був направлений на Східний фронт, а в 1943 році був призначений начальником штабу групи армій «Південь».
15 квітня 1944 року Шпайделя викликав до Франції генерал Ервін Роммель, з яким вони служили разом, і Шпайдель отримав призначення на посаду начальника штабу групи армій «B». Після поранення Роммеля продовжував служити під командою генерала фон Клюге. Разом зі своїм другом Карлом Генріхом фон Штюльпнагелем, Шпайдель був пов'язаний участю в антигітлерівській змові 1944 року.
Проте, попри серйозні підозри, він не був засуджений по цій справі. Офіцерський суд честі за участю Герда фон Рундштедта, Гейнца Гудеріана та Вільгельма Кейтеля відмовився виключати Шпайделя з вермахту, внаслідок чого він не потрапив під юрисдикцію Народного суду Роланда Фрайслера. Тим не менш, він був заарештований гестапо, провівши в ув'язненні 7 місяців, допитувався особисто керівником РСХА Ернстом Кальтебрунером, але ні в чому не зізнався і нікого не видав. 29 квітня 1945 року Шпайдель був звільнений військами західних союзників.
Після Другої світової війни Шпайдель викладав новітню історію в Тюбінгенському університеті, написав книгу про військову компанію 1944 року (нім. Invasion 1944. Ein Beitrag zu Rommels und des Reiches Schicksal). Потім він був залучений до формування бундесверу, 22 листопада 1955 року був призначений начальником управління збройних сил міністерства оборони ФРН, у 1957 році отримав генеральське звання.
У 1957–1963 роках займав посаду командуючого об'єднаними сухопутними військами НАТО в Центральній Європі зі штаб квартирою в Фонтенбло. У 1960 році Шпайдель подав в суд на групу авторів з НДР, чия книга «Операція «Тевтонський меч»» вийшла у СРСР в 1960 році. Автори звинувачували Шпайделя у численних злочинах на території СРСР під час Другої світової війни, підготовці замаху на міністра іноземних справ Франції Барту та короля Александра у 1934 році, а також у смерті Ервіна Роммеля.

## Нагороди
- Залізний хрест
  - 2-го класу (1915)
  - 1-го класу (1917)
- Медаль «За військові заслуги» (Вюртемберг)
  - срібна (1915)
  - золота (20 лютого 1917)
- Почесний хрест ветерана війни з мечами
- Пам'ятна військова медаль (Угорщина) з мечами
- Медаль «За вислугу років у Вермахті» 4-го, 3-го, 2-го і 1-го класу (25 років)
- Застібка до Залізного хреста 2-го і 1-го класу
- Медаль «За Атлантичний вал»
- Німецький хрест в золоті (8 жовтня 1942)
- Лицарський хрест Залізного хреста (1 квітня 1944)
- Військова Медаль (Франція)
- Орден Почесного легіону, командор (Франція) (1961)
- Легіон Заслуг (США), командор (10 серпня 1961)
- Орден «За заслуги перед Федеративною Республікою Німеччина», великий хрест із зіркою та плечовою стрічкою
- Баварський орден «За заслуги» (1974)
- Почесний громадянин міста Метцинген
- У місті Брухзаль є казарми генерала доктора Шпайделя (General-Dr. Speidel-Kaserne).